# Astral Weeks
Astral Weeks —en español: Semanas astrales— es el segundo álbum de estudio del músico norirlandés Van Morrison, publicado por la compañía discográfica Warner Bros. Records en noviembre de 1968. Fue grabado en los Century Sound Studios de Nueva York durante tres sesiones entre septiembre y noviembre de 1968. Salvo por John Payne, Morrison y los músicos de jazz contratados para la grabación nunca habían tocado anteriormente juntos, y las sesiones comenzaron sin ensayos ni el estudio de partituras.
La música y las letras de Astral Weeks retratan el simbolismo equiparando el amor terrenal y el celestial patente en trabajos posteriores de Morrison. Con una mezcla de géneros entre el folk, el jazz, el blues y la música clásica, supuso un contrapunto estilístico al pop de Blowin' Your Mind!, su anterior álbum, que incluyó el éxito «Brown Eyed Girl». Astral Weeks es a menudo definido por biógrafos y críticos musicales como un ciclo de canciones o un álbum conceptual, con letras descritas como «impresionistas e hipnóticas».
Desde su lanzamiento, y a pesar de no entrar en ninguna lista de éxitos, fue considerado uno de los mejores discos de la historia del rock y ha aparecido en numerosas listas de los mejores álbumes de todos los tiempos. Al respecto, Rolling Stone lo situó en el puesto 19 de la lista de los 500 mejores álbumes de todos los tiempos, y figura en la segunda posición de la lista de los cien mejores álbumes según Mojo. El historiador musical Andrew Ford comparó su sofistificación musical y su escaso éxito comercial con el de la música clásica: «Ni inmediata ni evanescente. Astral Weeks venderá tantas copias este año como hizo en 1968 y como hizo en todos los años intermedios».
En noviembre de 2008, Morrison interpretó Astral Weeks en directo durante dos conciertos en el Hollywood Bowl, publicados en el álbum Astral Weeks Live at the Hollywood Bowl.

## Trasfondo
A comienzos de 1968, Van Morrison sufrió problemas legales con Bang Records, su primera compañía discográfica, que le mantuvieron alejado de cualquier actividad musical. Dicha situación ocurrió debido a la repentina muerte de Bert Berns, fundador del sello, debido a un ataque al corazón el 30 de diciembre de 1967. Antes de su muerte, Berns y Morrison habían experimentado algunas dificultades creativas: el productor había presionado a Morrison para que orientase su carrera musical hacia un sonido más pop, mientras que el músico quería explorar nuevos terrenos musicales. Como resultado, llene Berns, viuda del empresario, responsabilizó a Morrison de la muerte de su marido.
Tras la muerte de Berns, Ilene heredó la propiedad de Bang Records. Legalmente «sometido» a la compañía, según el biógrafo Clinton Heylin, Morrison no solo fue expulsado del estudio, sino que tampoco era contratado para tocar en clubes de Nueva York por temor a represalias. Durante la época, Ilene descubrió que su viudo había cometido errores a la hora de presentar toda la documentación para mantener a Morrison como ciudadano británico en Nueva York, por lo que aprovechó la situación para contactar con el Servicio de Inmigración y Naturalización estadounidense e intentar deportar a Morrison. Sin embargo, el músico consiguió quedar en los Estados Unidos cuando su novia, Janet Rigsbee, aceptó casarse con él. Tras contraer matrimonio, la pareja se trasladó a Cambridge (Massachusetts), donde pudo tocar en clubes sin temor a represalias.
Morrison comenzó a tocar con un pequeño grupo cantando clásicos del blues, temas de Blowin' Your Mind! y canciones de Them. Dos de los músicos abandonaron el grupo al poco tiempo, pero Morrison mantuvo al bajista Tom Keilbania, estudiante del Berklee School of Music. Bajo esta coyuntura, el músico decidió probar un sonido acústico, y junto a Kielbania comenzó a tocar en clubes del área de Boston como un dúo, con Morrison tocando la guitarra acústica y Kielbania el contrabajo. El sonido acústico le proporcionó «una mayor improvisación vocal y una sensación más libre y folk», en palabras de Erik Hage.
Poco después, Kielbania invitó al flautista de jazz John Payne al club donde tocaba con Morrison, con la esperanza de que el músico le invitase a unirse al dúo. El trío integrado por John Payne, Kielbania y Morrison continuó ofreciendo conciertos durante cuatro meses, tiempo en el que Morrison comenzó a desarrollar los primeros esbozos de Astral Weeks. Durante la época, la compañía Warner Bros. Records comenzó a interesarse por Morrison con la esperanza de que firmase un contrato.
En aquel momento, Warner Bros. tenía un acuerdo con Inherit Productions, la rama de producción de Schwaid-Merenstein, fundada por el equipo productivo formado por el representante Bob Schwaid y el productor Lewis Merenstein. El segundo recibió una llamada de Warner Bros. para que fuese a un concierto de Morrison en Boston y relató cómo «ocho o nueve productores habían ido a escuchar a Morrison pensando que iban a escuchar "Brown Eyed Girl", pero era otra persona con la misma voz». Merenstein escuchó a Morrison por primera vez en el Ace Recording Studio y recordó que, cuando le tocó la canción «Astral Weeks», «comencé a llorar. Simplemente vibró en mi alma, y ya sabía que quería trabajar con ese sonido». Mientras Merenstein iba a conocer a Morrison, Schwaid comenzó a trabajar para resolver los problemas legales con Bang Records.
Sometido aun a Bang Records, Schwaid logró liberarlo de sus obligaciones contractuales bajo varias condiciones. En primer lugar, Morrison debía escribir y presentar a Web IV Music, la editorial musical de Berns, tres composiciones nuevas al mes durante el curso de un año. El músico cumplió su obligación grabando 36 canciones «sin sentido» en una sola sesión. En segundo lugar, Morrison tuvo que asignar a Web IV la mitad de los derechos de autor de cualquier composición escrita y grabada por Morrison y publicada como sencillo durante un año a partir del 12 de septiembre de 1968. Sin embargo, esa demanda no trascendió dado que Warner Bros. no publicó ningún sencillo promocional de Astral Weeks. En tercer y último lugar, Morrison tuvo que incluir dos composiciones nuevas bajo el control de Web IV en su siguiente álbum, lo cual cumplió con «Madame George» y «Beside You».

## Grabación

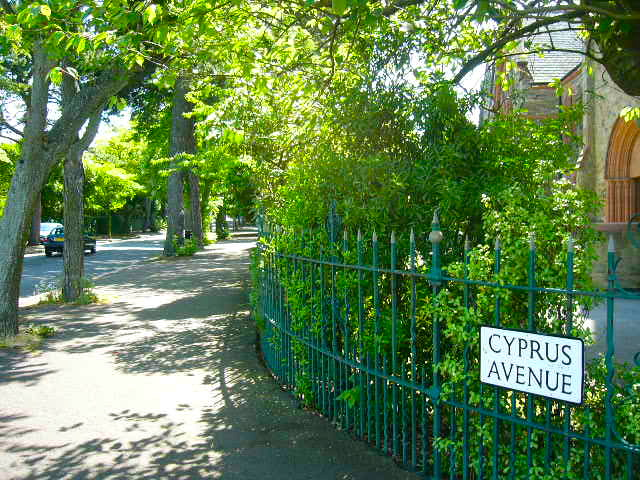
«Cyprus Avenue», una canción de Astral Weeks, está inspirada en la calle homónima de Belfast.

Resueltos los problemas legales con Bang Records, Morrison tuvo libertad para grabar su primer álbum con Warner Bros. en los Century Sound Studios de Nueva York durante solo tres días: el 25 de septiembre, el 1 de octubre y el 15 de octubre de 1968. John Cale, que trabajó en el mismo estudio, comentó sobre Morrison: «No podía trabajar con nadie, así que finalmente se encerró él solo en el estudio. Él hizo todas las canciones con solo una guitarra acústica, y luego sobregrabó el resto de los instrumentos en las cintas». Sin embargo, las declaraciones de Cale son falsas, dado que las canciones fueron grabadas en directo dentro del propio estudio, con Morrison tocando la guitarra y cantando en una cabina separada del resto de músicos, quienes tocaron juntos el resto de instrumentos. La orquestación y los instrumentos de viento fueron añadidos posteriormente a las sesiones de grabación iniciales.
Astral Weeks fue producido por Lewis Merenstein, productor anterior de trabajos de jazz. Según Merenstein: «Morrison no era un aficionado al jazz cuando le conocí. Al R&B y al soul, sí. Pero al jazz, no». Durante las sesiones de Astral Weeks, el productor contactó con el bajista Richard Davis, conocido por su trabajo con Eric Dolphy. Davis actuó como líder del grupo y fue el encargado de contratar al guitarrista Jay Berliner, al percusionista Warren Smith y al batería Conie Kay. Todos ello tenían una sólida experiencia en el campo del jazz: al respecto, Berliner había trabajado con Charles Mingus y Kay formaba parte del Modern Jazz Quartet. Debido a la inclusión de estos músicos, Kielbania y John Payne fueron sustituidos. Según el primero: «Tuve que enseñar todas las líneas de bajo a Richard Davis. Embelleció muchas de ellas, pero yo les di el sentimiento».
Según Merenstein, Davis demostró ser el instrumentista más fundamental durante las sesiones: «Si escuchas el álbum, vada canción está dirigida por Richard y todo el mundo le seguía a él y a la voz de Van. Sabía que si traía a Richard, apoyaría a Van en lo que quisiese hacer vocal o acústicamente. Luego tenías a Jay tocando esas bellas líneas a Van». Sin embargo, Davis no se sintió impresionado por Morrison debido a que su comportamiento profesional no cumplía sus expectativas. Según Davis: «No había preparaciones, no había reuniones. Estaba lejos de nosotros, porque venía y se metía dentro de una cabina... Y era donde estaba, aislado en una cabina. No creo siquiera que se presentase a nosotros, ni nosotros a él... Y parecía muy tímido». El batería Connie Kay comentó a Rolling Stone que una vez se acercó a Morrison y le preguntó «qué quería que le tocase, y él me dijo que tocase lo que sentía para tocar. Más o menos nos sentamos ahí e improvisamos». La impresión de Morrison sobre las sesiones que «las canciones se unieron muy bien en el estudio. Varias de las canciones son primeras tomas. Los músicos estaban muy juntos. Ese tipo de tíos tocan lo que vas a hacer antes de hacerlo, así de buenos son». El músico también habló sobre dos canciones descartadas del álbum: «Una era sobre Jesse James y otra sobre trenes. Ambas eran números de blues básicos. Es por eso que no encajaban en el álbum».
Durante las sesiones de Astral Weeks, los músicos no emplearon partituras. Según Berliner: «Lo que me quedó grabado en la mente fue el hecho de que [Morrison] nos permitió extendernos. Estábamos acostumbrados a tocar con partituras, pero Van simplemente nos tocaba las canciones en su guitarra y nos decía que le siguiéramos y que tocáramos exactamente como él lo sentía». Berliner también dijo tener un gran pareció por la libertad que Morrison otorgó a la banda, algo a lo que no estaban acostumbrados: «Toqué un montón de guitarra clásica en esas sesiones y era muy inusual tocar la guitarra clásica en ese contexto».
| «Astral Weeks trata sobre el poder de la voz humana: agonía de éxtasis, éxtasis agonizante. He aquí a un tenor irlandés renacido como un negro blanco –un hombre de soul caucásico– rogando y suplicando sobre una cama de ensueño con instrumentación de folk y jazz: bajo acústico, baterías pulidas, vibráfono y guitarra acústica, el extraño cuarteto de cuerdas, y por supuesto, flauta». —Barney Hoskyns en Mojo. |

La primera sesión, llevada a cabo el 25 de septiembre de 1968, produjo cuatro canciones incluidas en Astral Weeks: «Beside You», «Madame George», «Cyprus Avenue» y «Astral Weeks». Aunque no tenía previsto tocar, John Payne acudió a la primera sesión y escuchó cómo otro flautista hacía su trabajo. Sin embargo, a día de hoy, ningún músico vinculado a la grabación de Astral Weeks recuerda el nombre del flautista ya que no ha sido identificado ni en la documentación ni en los créditos del álbum. Cuando Morrison intentó exprimir una última melodía al final de la primera sesión, John Payne le pidió a Merenstein que le dejara participar, lo que le permitió tocar en «Astral Weeks», la cuarta canción grabada en la primera sesión. John Payne fue el encargado de tocar la flauta en sucesivas sesiones de Astral Weeks.
Según John Payne, la siguiente sesión tuvo lugar temprano por la mañana, pero fue aplazada dado que ningún tema sirvió para el álbum. Según el músico: «Simplemente no sucedía. Era el momento equivocado del día para que los músicos de jazz crearan. Creo que al final de esa sesión todos sabíamos que nada iba a usarse. Simplemente dijeron que lo olvidáramos». Dado que Jay Berliner no estaba disponible, Barry Kornfeld ocupó su lugar como guitarrista principal. Según Merenstein, durante la segunda sesión se crearon tensiones entre los músicos y fue aplazada al cabo de tres horas. Ritchie Yorke citó a Morrison diciendo que el álbum fue grabado «en dos sesiones de ocho horas cada una, más dos sesiones de sobregrabaciones. Eso fue todo el álbum». El biógrafo Clinton Heylin fechó la segunda sesión el 1 de octubre y comentó que «solo "The Way Young Lovers Do" llegó al álbum». Otros biógrafos señalaron que la sesión matutina del 1 de octubre fue abandonada sin producir ninguna de las canciones del álbum.
La tercera y última sesión, durante la noche del 15 de octubre, produjo cuatro canciones más: «The Way Young Lovers Do», «Sweet Thing», «Ballerina» y «Slim Slow Slider». Davis comentó a la revista Rolling Stone que «el ambiente de ese momento del día estaba alrededor de todo lo que tocamos». La grabación de «Sweet Thing» y «Ballerina» fue programada para esa última sesión, pero la búsqueda de una toma maestra consumió gran parte del tiempo del día. El grupo tocó varias canciones hasta que Morrison sugirió grabar «Slim Slow Slider». Según recordó John Payne: «No creo que la hubiésemos hecho antes en directo. [Morrison] tenía una libreta llena de canciones... No sé por qué decidió hacer esa... Y fuimos los primeros haciéndolo con la batería, con Richard Davis y Connie Kay y el guitarrista y yo y Van — todos nosotros tocando. Luego empecé a tocar un saxofón soprano y Lew dijo: "Ok, quiero intentarlo de nuevo. Y solo quiero el bajo, el saxofón soprano y a Van"». La canción fue completada en una toma maestra con una larga coda, lo que obligó a Merenstein a cortarla durante el proceso de edición, al igual que otros temas de Astral Weeks. John Payne comen sobre la canción: «Yo estimaría tres o cinco minutos de material instrumental. Pasamos por etapas hasta que llegamos a un tipo de avant-garde, que es lo que oyes después del corte». Según Merenstein, antes del corte, la coda «era un largo, largo final que no llegaba a ninguna parte, que continuaba minuto tras minuto... Si hubiese tenido alguna relación con la melodía en sí, la habría dejado allí».

## Diseño de portada
Según el biógrafo Steve Turner, el pintor irlandés Cecil McCartney influyó en el título de Astral Weeks. Morrison relató cómo «un amigo mío tenía dibujos de proyecciones astrales en su piso. Yo estaba en su casa cuando estaba trabajando en una canción que empezaba: "If I venture down the slipstream", y por eso fue por lo que lo llamé Astral Weeks». Según McCartney: «Era una pintura. Había varias pinturas en el estudio en aquel momento. Van miró la pintura y le sugirió un viaje astral». La fotografía de la portada fue realizada por Joel Brodsky, más conocido por su sesión de fotos con Jim Mor, cantante de The Doors. El «círculo cuadrado» en la foto de portada fue descrito como «el símbolo místico de la unión de los opuestos, el matrimonio sagrado entre cielo y tierra».

## Recepción
Tras su publicación, Astral Weeks recibió buenas reseñas de la prensa musical pero no obtuvo un éxito de ventas, a pesar de que Rolling Stone lo nombró álbum del año y Melody Maker lo definió como «uno de los álbumes más sólidos del año». Steve Turner comentó cómo Astral Weeks fue «uno de los álbumes esenciales para los viajeros del sendero hippie desde Europa a Katmandú y hubo incluso noticias de camionetas pintadas con colores psicodélicos y renombradas como "The Van Morrison"».
En 1979, Lester Bangs escribió en un ensayo publicado en el libro Stranded: Rock and Roll for a Desert Island: «Van Morrison tenía veintidós o veintitrés años cuando hizo este disco... hay vidas detrás de él. Lo que ofrece Astral Weeks no son hechos, sino verdades. En la medida en que puede ser inmovilizado, es un disco sobre gente aturdida por la vida, completamente abrumada, estancada en sus pellejos, en sus edades y en sí mismos, paralizada por la enormidad de lo que en un momento de visión pueden comprender». Bangs definió Astral Weeks como «el disco de rock más importante en mi vida hasta ahora».
En 2004, Sean O'Hagan, crítico de The Observer, describió el álbum como «en última instancia ilegible, absolutamente singular, uno de esos álbumes raros que realmente hacen honor a las extravagantes afirmaciones hechas en su nombre». En otro artículo sobre Astral Weeks, publicado cuatro años después, O'Hagan escribió que «su singularidad radica, como Elvis Costello señaló, en su ambición. No es ni folk ni jazz ni blues, aunque hay trazos de los tres en la música y en el canto crudo y emocionalmente cargado. No hay solos excepto por las etéreas improvisaciones de flauta y saxofón soprano que se tejen a través de la última canción, "Slim Slow Slider", la elegíaca coda del álbum. A lo largo del álbum, hay interludios de impresionante belleza cuando la música aumenta y se desploma, sube y baja, en torno a la voz de Morrison».
Alan Tight, de la CNN, escribió en 2006 que «Morrison canta al amor perdido, a la muerte y a la nostalgia de su juventud en el celtic soul que se convertiría en su firma». Light también afirmó que Astral Weeks no alcanzó las listas de éxitos, pero «su poesía mística y sus encantamientos románticos aun resuenan de una forma en que no lo hace otra música». La revista Rolling Stone escribió que el álbum era «suave, reflexivo, hipnótico, atormentado por los fantasmas de los viejos cantantes de blues y los antiguos celtas y tocado por un grupo extraordinario de músicos de jazz». Allmusic también destacó los efectos hipnóticos del álbum y describió su «poder musical único», mientras que Joe Levy, de NPR, remarcó: «Astral Weeks es sobre una forma diferente de organizar el pensamiento, una forma diferente de organizar la música. Es de otro mundo». Christopher Orman, en su reseña para PopMatters, señaló: «Debido a que todo llegó junto y luego desapareció de alguna manera, uno puede argumentar que Astral Weeks vio la luz como la exhortación de John Milton al comienzo de El paraíso perdido: a través de las nieblas efervescentes de la musa».
Según el crítico Greil Marcus, Martin Scorsese confesó que los primeros quince minutos de su película Taxi Driver están inspirados en Astral Weeks. En una reseña para NPR, Marcus, quien afirmó haber escuchado Astral Weeks más que ningún otro disco, comentó: «Puedes escuchar esos momentos de invención y falta de aire, y coges tu mano y cierras el puño, y al abrirlo hay una mariposa en ella. Había algo ahí realmente, pero no podías haberlo visto. No podías saberlo».
Glen Hansard del grupo The Frames dijo que fue cautivado por la sensación de libertad cuando escuchó por primera vez el álbum. Según Hansard: «Me hizo darme cuenta que gran parte de lo que hace grande a la música es el coraje, y hasta entonces, lo que pensaba que engrandecía la música era la práctica y el estudio... Este álbum dice que hay más en la vida de lo que piensas. La vida puede vivirse con mayor profundidad, con un mayor sentido del miedo y de deseo del que puedes imaginar». Niall Stokes de Hot Press elogió el álbum después de ser votado como el mejor disco irlandés de todos los tiempos en 2009: «Astral Weeks de Van Morrison es un digno número uno. Es un trabajo extraordinario, lleno de maravillosas canciones evocativas que tienen su origen en Belfast pero que ofrecen una poderosa y duradera resonancia poética universal. Astral Weeks ha aparecido constantemente en encuestas de los mejores discos de todos los tiempos, en los Estados Unidos, en el Reino Unido y en todo el mundo, por lo que ha sido ampliamente reconocido como una muy importante obra de arte».

## Legado cultural y musical

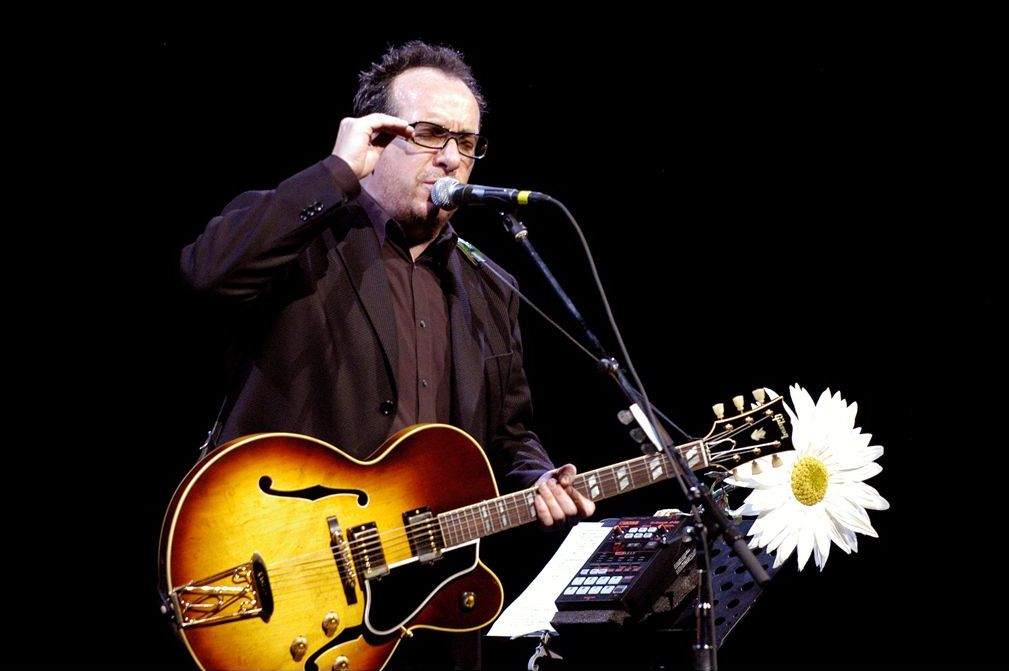
Según Elvis Costello, Astral Weeks es «el disco más aventurero hecho en el rock, y no ha habido un disco con esa cantidad de audacia desde entonces».

Desde su publicación original, Astral Weeks ha sido destacado por críticos musicales como uno de sus discos favoritos y tuvo un gran impacto en publicaciones de otros músicos como Bono y Bruce Springsteen. Al respecto, Mike Ragogna de Huffington Post escribió que Astral Weeks influyó en Greetings from Asbury Park, N.J., el primer álbum de estudio de Springsteen, así como en dos canciones del disco. En 1975, Ritchie Yorke escribió: «Fue casi como si Van Morrison, difícil de alcanzar en cualquier momento, hubiese creado deliberadamente un álbum de música que soportase indefinidamente la vulgaridad de la industria musical a la hora de tomar decisiones teniendo en cuenta la imagen. Más tarde se podría decir que otros álbumes eran reminiscencias de Astral Weeks, pero nunca pudieron afirmar que Astral Weeks era como cualquier otro».
Greil Marcus se refirió al impacto del álbum diciendo que tenía un «lenguaje común» y comentó: «Estaba tan sorprendido mientras daba un seminario en Princeton hace apenas un par de años, y de dieciséis estudiantes, cuatro de ellos dijeron que su disco favorito era Astral Weeks. ¿Cómo entró en sus vidas? Estamos hablando de un álbum fue grabado antes de que naciesen, y sin embargo les hablaba. Entendían su lenguaje tan pronto como lo escucharon».
El músico Elvis Costello describió Astral Weeks como «todavía el disco más aventurero hecho en el rock, y no ha habido un disco con esa cantidad de audacia desde entonces». El actor Johnny Depp, en una entrevista con Rolling Stone, recordó cómo «cuando era adolescente mi hermano mayor, con diez años, cansado de mi música favorita, me dijo: "Prueba esto". Y puso Astral Weeks. Y me agitó. Nunca había escuchado nada igual». Steve Van Zandt, guitarrista de The E Street Band, afirmó que Astral Weeks «es como una religión para nosotros», mientras que Joan Armatrading dijo que había sido el primer disco que compró siendo adolescente y que le había abierto las puertas de la música.
Astral Weeks ha aparecido en numerosas listas de los mejores discos de todos los tiempos, entre ellas la de los 500 mejores álbumes según la revista Rolling Stone, donde quedó en el puesto diecinueve, y la de la revista Mojo, donde llegó a la segunda posición. The Times situó a Astral Weeks en el puesto tres de la lista All Time Top 100 Albums. En 1998, fue votado el noveno mejor álbum de todos los tiempos en una encuesta conducida por HMV, Channel 4 y The Guardian. Dos años después, la revista Q lo situó en el puesto seis de su lista de los cien mejores álbumes británicos. En noviembre de 2006, la revista CNNTime lo situó junto con Moondance entre los cien mejores álbumes de todos los tiempos. En diciembre de 2009, fue votado el mejor álbum irlandés de todos los tiempos en una encuesta realizada por la revista Hot Press.

## Astral Weeks Revisited
En noviembre de 2008, Morrison interpretó Astral Weeks por primera vez en directo durante dos conciertos en el Hollywood Bowl de Los Ángeles. A continuación, llevó a cabo una gira, que la revista musical Rolling Stone definió como «uno de las interpretaciones más inspiradas de su carrera», en la que continuó tocando íntegramente el álbum. Los dos primeros conciertos de la gira fueron publicados en el álbum en directo Astral Weeks Live at the Hollywood Bowl en febrero de 2009 por su propio sello discográfico, Listen to the Lion Records, seguido de un DVD titulado Astral Weeks Live at the Hollywood Bowl: The Concert Film, tres meses después.
Durante una entrevista concedida a David Wild, editor de Rolling Stone, Morrison comentó sobre su interés por interpretar el álbum por primera vez en directo cuarenta años después de su publicación original: «No recibió ninguna promoción de Warner Bros. Records. Es por eso por lo que nunca toqué las canciones en directo. Siempre quise tocarlo en directo y con orquesta. De eso se trata. Siempre me gustaron las grabaciones en directo y escucharlas. No soy demasiado aficionado a los estudios de grabación. Son demasiado artificiales y limitados. Me gusta la libertad del directo, el sonido del momento».
Sobre las canciones de Astral Weeks, Morrison comentó a Randy Lewis, columnista de Los Angeles Times: «Las canciones son historias poéticas, de modo que el significado es el mismo de siempre: atemporal e inmutable. Las canciones son trabajos de ficción que pueden tener un significado diferente para la gente. La gente coge de ellas lo que les parece disponer de ellas».

## Lista de canciones
Todas las canciones escritas y compuestas por Van Morrison.

| Cara A: In the Beginning |                 |          |  |
| N.º                      | Título          | Duración |  |
| 1.                       | «Astral Weeks»  | 7:00     |  |
| 2.                       | «Beside You»    | 5:10     |  |
| 3.                       | «Sweet Thing»   | 4:10     |  |
| 4.                       | «Cyprus Avenue» | 6:50     |  |

| Cara B: Afterwards |                           |          |  |
| N.º                | Título                    | Duración |  |
| 5.                 | «The Way Young Lovers Do» | 3:10     |  |
| 6.                 | «Madame George»           | 9:25     |  |
| 7.                 | «Ballerina»               | 7:00     |  |
| 8.                 | «Slim Slow Slider»        | 3:20     |  |

## Personal
| Músicos - Van Morrison: voz y guitarra rítmica. - Jay Berliner: guitarra. - Richard Davis: contrabajo. - Larry Fallon: clave (en «Cyprus Avenue»). - Connie Kay: batería. - Barry Kornfeld: guitarra (en «The Way Young Lovers Do»). - John Payne: flauta (en «Astral Weeks» y saxofón soprano (en «Slim Slow Slider»). | Equipo técnico - Lewis Merenstein: producción musical. - Brooks Arthur: ingeniero de sonido. - Larry Fallon: conductor de arreglos. |

## Certificaciones
| País           | Organismo certificador | Certificación | Ventas certificadas | Ref.   |
| -------------- | ---------------------- | ------------- | ------------------- | ------ |
| Estados Unidos | RIAA                   | Oro           | 500 000             | [ 5 ]  |
| Reino Unido    | BPI                    | Oro           | 100 000             | [ 67 ] |